# Antoine Dellieux
Antoine Dellieux OCart (* Troyes in der Champagne; † 14. Februar 1481) war ein französischer Kartäusermönch.

## Leben
Antoine Dellieux legte seine Profess in der Chartreuse du Val-de-Bénédiction in der Nähe von Avignon ab. Später wurde er Prior der Kartause. Er leitete die Kartause, bis er als Nachfolger von Jean Zeeven Van Roesendael Prior der Grande Chartreuse und Generalminister des Kartäuserordens wurde.
Kaum ein Jahr nachdem er Prior wurde, brannte die Grande Chartreuse im Oktober 1473 zum dritten Mal nieder. Mit Spenden u. a. von König Ludwig XI. von Frankreich und Margareta von York sowie der Hilfe von Kartausen aus ganz Europa war es möglich die Kartause wiederaufzubauen und teilweise zu vergrößern.
Galeazzo Sforza, Herzog von Mailand, aus der Familie der Gründer der Kartause von Pavia, übte Druck auf die Mitglieder der Kartause aus, damit diese Laurent de Ripalta zum Prior der Kartause wählten. Dellieux setzte den unrechtmäßig gewählten Prior ab und ernannte stattdessen de Lampignano aus der Kartause Mantua zum Prior. Der Herzog wollte daraufhin die Mönche vertreiben. Dellieux blieb bei seiner Entscheidung und riskierte lieber den Verlust dieses Hauses, als einen Verstoß gegen die Kartäuserregel zu billigen.
Papst Sixtus IV. schätzte ihn sehr und ernannte ihn zum Kardinal. Allerdings starb Dellieux bereits am 14. Februar 1481, noch bevor er von seiner Ernenntung erfuhr.